# Glavina (priimek)
Glavina je priimek na Slovenskem:
- Aleksandra Češnjevar Glavina, pianistka
- Bojan Glavina (*1961), pianist in skladatelj
- Davor Glavina (*1970), jadralec
- Edi Glavina, šolnik, športni ribič
- Janez (ivan) Nepomuk Glavina (1828–1899), tržaško-koprski škof
- Karl Glavina (*1955), klarinetist in glasbeni pedagog
- Lidija Glavina (*1969), ekonomistka, finančnica
- Ludvik (Nazarij) Glavina (*1946), vinar in oljkar (Evgen Glavina, Rok Glavina; brata  Robi in Dario Glavina, oljkarji...
- Slavka Glavina (1926−2013), igralka
- Tamara Glavina Knafelc?, enologinja in vodja kleti; predsednica Golf kluba Lipica ...(=?)
- Tilen Glavina (*1985), kulturni antropolog, strokovnjak za humanizem in beneško obdobje (ZRS Koper)

### Tuji nosilci
- Ratko Glavina (*1941), hrvaški igralec
- Tonči Glavina (*1980), hrvaški politik, minister za turizem in šport